# 존 넬슨 치아슨
보이시 주립 대학의 존 넬슨 치아슨 (John Nelson Chiasson)
2012년에 전기 전자 공학자 협회(IEEE) 연구원이 되었으며, 전기 기계 및 전력 컨버터의 제어에 공헌하였다.